# Neteleportovaný muž
Neteleportovaný muž (1966, The Unteleported Man) je sci-fi román amerického spisovatele Philipa K. Dicka, který vznikl rozšířením stejnojmenné povídky z roku 1964. Na začátku osmdesátých let autor román přepracoval a tato nová verze vyšla pod názvem Lies, Inc. po jeho smrti roku 1984.

## Obsah románu
Roku 2014 je Země přelidněná a problém se nedaří vyřešit ani vytvářením satelitních kolonií, ani snahou o kolonizaci Marsu a Venuše. Nadějí je nález planety podobné Zemi a nazvané Velrybí tlama. Problémem je, že planeta je v soustavě hvězdy Fomalhaut a cesta k ní trvá osmnáct let. Dálková teleportace, objev doktora von Einema, zkracuje tuto dobu na patnáct minut. Ale pohyb je možný jen jedním směrem. Přesto na planetu proudí z přelidněné Země miliony osadníků a zprávy z kolonie líčí planetu jako ráj.
Teleportace zničí hyperprostorové dopravní impérium Rachmaela ben Applebauma. Ten se rozhodne utéct před svými věřiteli na Velrybí tlamu, ale klasickým způsobem, protože teleportaci nevěří. Také problém nemožnosti návratu považuje za velmi podivný a chce dokázat, že se jedná o podvod. Firma Trails of Hoffman, Incorporated s monopolem na teleportaci se mu snaží ze všech sil jeho záměr překazit. Applebaum se spojí s majitelem bezpečnostní agentury Lies, Inc. Matsonem Glazerem-Hollidayem, který dojde k názoru, že nadšené zprávy z kolonie na Velrybí tlamě jsou podvržené.
Matson na Velrybí tlamě najde místo harmonické agrární společnosti, prezentované pozemskými médii, vojenské ubikace, ve kterých se všichni přistěhovalci stávají součásti jakéhosi fašistického válečného stroje řízeného potomky nacistů z Třetí říše. Jeho hrstka agentů nemá proti milionové armádě šanci, Matson je zabit, ale jeho zaměstnankyni a milence Freje se podaří poslat šifrovanou zprávu na Zemi a sdělit OSN skutečný stav věci. Tím se rozpoutá skutečný boj, protože OSN firmě Hoffman Inc. zastaví činnost.

## Česká vydání
- Neteleportovaný muž, Laser, Plzeň 1995, přeložil Michael Bronec.